# Wikipédia en sotho du Nord
Wikipédia en sotho du Nord (en sotho du Nord : Wikipedia Sesotho sa Leboa) est l'édition de Wikipédia en sotho du Nord (ou sepedi), langue bantoue parlée en Afrique du Sud. L'édition est lancée le 29 octobre 2011,,,. Son code est : nso.
Au 21 mars 2025, l'édition en sotho du Nord contient 8 733 articles et compte 7 527 contributeurs, dont 17 contributeurs actifs et 1 administrateur.

## Présentation

Aire de diffusion du sotho du Nord.

## Statistiques
- Le 2 novembre 2022, l'édition en sotho du Nord contient 8 528 articles et compte 5 984 contributeurs, dont 15 contributeurs actifs et 1 administrateur.
- Le 30 septembre 2024, elle contient 8 701 articles et compte 7 243 contributeurs, dont 42 contributeurs actifs et 1 administrateur.